# Börcsök Olivér
Börcsök Olivér (Székesfehérvár, 1999. április 12. –) magyar színész.

## Életpályája
Iskolásként ismerkedett meg a színészettel, a Vörösmarty Színház stúdiójában, Kozáry Ferenc vezetésével. A helyi Vasvári Pál Gimnáziumban érettségizett. 2017–2022 között a Színház- és Filmművészeti Egyetem hallgatója volt, színművész szakon, Székely Kriszta és Máté Gábor osztályában. Egyetemi gyakorlatát a Miskolci Nemzeti Színházban töltötte, 2022-től a társulat tagja.
Édesapja húga Börcsök Enikő színésznő volt.

## Színházi szerepei

### Miskolci Nemzeti Színház
- Csetepaté Chioggiában (2025) ...Csúfneve nincs Isidoro, büntetőbírósági jegyző Velencéből
- Marat/Sade (2025) ...Popó
- Primadonnák (2024) ...Leo
- A Nyugat császára (2024) ...Christy Mahon
- Csókos asszony (2024) ...Ibolya Ede
- Kölcsönlakás (2024) ...Henry Lodge
- A szálemiek (2023) ...Danforth
- Csárdáskirálynő (2023) ...Bóni
- A tatárok Magyarországon (2023) ...Bajdár
- Jézus Krisztus szupersztár (2022) ...Jézus
- Ének az esőben (2022) ...Cosmo Brown
- A "K" ügy (2022) ...Venczel von Tronka
- A helység kalapácsa (2022) ...Csepű Palkó
- Elektra (2022) ...Aigisztosz
- Mágnás Miska (2021) ...Pixi
- Tartuffe (2021) ...Valér, Mariane szerelme
- Bolha a fülbe (2021) ...Rugby
- Producerek (2021) ... Leo Bloom

### Orlai Produkció
- Budapest, Te! (2021)

### Weöres Sándor Színház
- A Pál utcai fiúk (2020) ...Geréb

## Filmes és televíziós szerepei
- Hét kis véletlen (2020; rendezte: Gothár Péter) ....Zoli
- Békeidő (2020; rendezte: Hajdu Szabolcs) ....színházi néző
- A tanár (2021; rendezte: Kovács Dániel Richárd, Herz Péter) ....diák
- Magasmentés (2023; rendezte: Fésős András) ....Kristóf
- A renitens (2024; rendezte: Miklauzic Bence) ....Misi